# 筒井慶之
筒井 慶之（つつい よしゆき、生年不詳 - 慶長20年5月12日〈1615年6月8日〉）は、安土桃山時代から江戸時代前期の武将。通称は藤六郎。官位は従五位下紀伊守。父は福住順弘。兄に定慶。

## 略歴
慈明寺順国の子・定次が筒井順慶の養子になった際に、兄・定慶とともに順慶の養子になったとされる。天正12年（1584年）に順慶が死去すると筒井氏の家督は定次が継いだが、天正13年（1585年）に定次は伊賀へと転封される。それにともない定慶と慶之は一度は伊賀に赴くものの、再び大和へと戻った。
慶長19年（1614年）3月上旬、兄とともに徳川家康に召し出され、郡山城代に任じられる。兄弟は1万石の知行と200石の与力36人を与えられ、さらに定慶は従五位下主殿頭に、慶之は従五位下紀伊守に叙任されている。
慶長20年（1615年）4月26日、豊臣方の軍勢が郡山城を攻撃。敵の大軍との戦いを避け一旦福住に退く案を出す定慶に対して、慶之は郡山城での戦いを主張したが、城兵の戦意が失せていたのを受け、慶之は興福寺妙喜院へと逃れた。定慶もその後城を出て福住へと落ち延びる。5月10日、定慶は順慶から拝領していた筒井家伝来の刀「筒井丸」を慶之に与えた後に自害。5月12日に慶之も切腹した。享年25。
なお、慶之の名は『和州諸将軍伝』に現れるが、徳川家康に取り立てられたのを「主殿」一人とする説（『大和記』）や、慶之が受領したとされる紀伊守を主殿頭が受け取ったとする説（『和州郡山領主之次第』）などがあり、慶之の存在は確かではない。